# Raphael Assunção
Raphael O. Assunção (Recife, 19 luglio 1982) è un lottatore di arti marziali miste brasiliano.
Combatte nella divisione dei pesi gallo per l'organizzazione statunitense UFC; in passato ha combattuto come peso piuma nella WEC.
Ha due fratelli, Júnior e Freddy, anch'essi lottatori professionisti di MMA.

## Carriera nelle arti marziali miste

### Inizi
Raphael Assunção nasce nel Pernambuco ma successivamente emigra negli Stati Uniti dove si stabilisce ad Atlanta.
Inizia come professionista nelle MMA con l'organizzazione locale di Atlanta International Sport Combat Federation nel 2004, dove vince quattro incontri consecutivi.
Successivamente lotta anche in altre città ottenendo importanti vittorie sui futuri pesi leggeri dell'UFC Jorge Masvidal e Joe Lauzon prima di incappare nella sua prima sconfitta in carriera contro Jeff Curran nel 2006.
Chiuderà il 2008 con un record personale di 13 vittorie ed una sconfitta.

### World Extreme Cagefighting
Nel 2009 passa alla prestigiosa organizzazione WEC per lottare nella divisione dei pesi piuma contro i migliori atleti di categoria.
Esordisce con una vittoria per decisione contro Jameel Massouh, e lo stesso anno sconfigge con difficoltà l'haitiano Yves Jabouin.
Nel gennaio del 2010 affronta l'ex campione e stella dell'organizzazione Urijah Faber, subendo la seconda sconfitta in carriera e la prima per sottomissione, con la finalizzazione che avvenne durante il terzo ed ultimo round.
Lo stesso anno perde per una discutibile decisione dei giudici di gara contro il connazionale Diego Nunes, ma successivamente si rifà con una vittoria su LC Davis.

### Ultimate Fighting Championship
Nel 2011 l'UFC, lega che al tempo raccoglieva i migliori lottatori di ogni categoria di peso, rilevò la WEC e fuse i roster delle due organizzazioni, mettendo quindi sotto contratto anche Raphael Assunção.
Esordì ad UFC 128: Shogun vs. Jones contro il top fighter Erik Koch, il quale sostituiva Manvel Gamburyan, venendo messo KO alla prima ripresa: dopo quell'ulteriore insuccesso Assunção prese la decisione di scendere nella divisione dei pesi gallo.
Il debutto nella nuova categoria di peso fu un successo in quanto Assunção si impose nettamente sul connazionale Johnny Eduardo.
Nei successivi tre anni Assunção si confermò come uno dei cinque pesi gallo più forti dell'UFC grazie alle importanti vittorie su Issei Tamura, sul top fighter Mike Easton, su Vaughan Lee, sul futuro campione della divisione T.J. Dillashaw e su Pedro Munhoz: la serie di sei vittorie consecutive promosse Assunção nel ruolo di contendente al titolo nel maggio del 2014 contro il campione in carica Renan Barão all'evento UFC 173, ma proprio Assunção s'infortunò e venne sostituito dal precedente avversario T.J. Dillashaw, il quale a sorpresa divenne il nuovo campione di categoria.
Nel frattempo nell'ottobre del 2014 Assunção sconfisse anche il numero 10 dei ranking Bryan Caraway cementando il suo ruolo di primo contendente al titolo dei pesi gallo, ma in quei mesi si assistette anche alla rinascita dell'ex campione di categoria Dominick Cruz che immediatamente scavalcò il brasiliano nei ranking; casualmente, due mesi dopo sia Assunção che Cruz subirono gravi infortuni che imposero lo stop ad entrambi, rispettivamente la rottura di una caviglia e la lesione del legamento crociato anteriore, e tale infortuno impedì ad Assunção di affrontare in un rematch Urijah Faber in marzo.
Il 6 dicembre 2016 avrebbe dovuto affrontare Aljamain Sterling all'evento UFC Fight Night: Lewis vs. Abdurakhimov, ma il 23 novembre Streling subì un infortunio e entrambi gli atleti vennero rimossi dalla card. L'incontro venne riorganizzato per l'evento UFC on Fox: Shevchenko vs. Peña, del 28 gennaio 2017.

## Risultati nelle arti marziali miste
| Risultato | Record | Avversario         | Metodo                           | Evento                                    | Data             | Round | Tempo | Città                         | Note                                                                                       |
| --------- | ------ | ------------------ | -------------------------------- | ----------------------------------------- | ---------------- | ----- | ----- | ----------------------------- | ------------------------------------------------------------------------------------------ |
| Sconfitta | 27-8   | Cody Garbrandt     | KO (pugno)                       | UFC 250: Nunes vs. Spencer                | 6 giugno 2020    | 2     | 4:59  | Las Vegas, Stati Uniti        |                                                                                            |
| Sconfitta | 27-7   | Cory Sandhagen     | Decisione (unanime)              | UFC 241: Cormier vs. Miocic 2             | 17 agosto 2019   | 3     | 5:00  | Anaheim, Stati Uniti          |                                                                                            |
| Sconfitta | 27-6   | Marlon Moraes      | Sottomissione (guillotine choke) | UFC Fight Night: Assunção vs. Moraes 2    | 2 febbraio 2019  | 1     | 3:17  | Fortaleza, Brasile            |                                                                                            |
| Vittoria  | 27–5   | Rob Font           | Decisione (unanime)              | UFC 226: Miocic vs. Cormier               | 7 luglio 2018    | 3     | 5:00  | Las Vegas, Stati Uniti        |                                                                                            |
| Vittoria  | 26–5   | Matthew Lopez      | KO (pugno)                       | UFC Fight Night: Poirier vs. Pettis       | 11 novembre 2017 | 3     | 1:50  | Norfolk, Stati Uniti          | Incontro catchweight (138.5 lbs). Lopez manca il taglio del peso. Performance of the Night |
| Vittoria  | 25–5   | Marlon Moraes      | Decisione (non unanime)          | UFC 212: Aldo vs. Holloway                | 3 giugno 2017    | 3     | 5:00  | Rio de Janeiro, Brasile       |                                                                                            |
| Vittoria  | 24–5   | Aljamain Sterling  | Decisione (non unanime)          | UFC on Fox: Shevchenko vs. Peña           | 28 gennaio 2017  | 3     | 5:00  | Denver, Stati Uniti           |                                                                                            |
| Sconfitta | 23-5   | T.J. Dillashaw     | Decisione (unanime)              | UFC 200: Tate vs. Nunes                   | 9 luglio 2016    | 4     | 5:00  | Las Vegas, Stati Uniti        |                                                                                            |
| Vittoria  | 23–4   | Bryan Caraway      | Decisione (unanime)              | UFC Fight Night: MacDonald vs. Saffiedine | 4 ottobre 2014   | 3     | 5:00  | Halifax, Canada               |                                                                                            |
| Vittoria  | 22–4   | Pedro Munhoz       | Decisione (unanime)              | UFC 170: Rousey vs. McMann                | 22 febbraio 2014 | 3     | 5:00  | Las Vegas, Stati Uniti        |                                                                                            |
| Vittoria  | 21–4   | T.J. Dillashaw     | Decisione (non unanime)          | UFC Fight Night: Maia vs. Shields         | 9 ottobre 2013   | 3     | 5:00  | Barueri, Brasile              |                                                                                            |
| Vittoria  | 20–4   | Vaughan Lee        | Sottomissione (armbar)           | UFC on Fuel TV: Nogueira vs. Werdum       | 8 giugno 2013    | 2     | 1:51  | Fortaleza, Brasile            |                                                                                            |
| Vittoria  | 19–4   | Mike Easton        | Decisione (unanime)              | UFC on Fox: Henderson vs. Diaz            | 8 dicembre 2012  | 3     | 5:00  | Seattle, Stati Uniti          |                                                                                            |
| Vittoria  | 18–4   | Issei Tamura       | KO Tecnico (pugni)               | UFC on Fuel TV: Muñoz vs. Weidman         | 11 luglio 2012   | 2     | 0:25  | San Jose, Stati Uniti         |                                                                                            |
| Vittoria  | 17–4   | Johnny Eduardo     | Decisione (unanime)              | UFC 134: Silva vs. Okami                  | 27 agosto 2011   | 3     | 5:00  | Rio de Janeiro, Brasile       | Passa ai Pesi Gallo                                                                        |
| Sconfitta | 16–4   | Erik Koch          | KO (pugno)                       | UFC 128: Shogun vs. Jones                 | 19 marzo 2011    | 1     | 2:32  | Newark, Stati Uniti           | Debutto in UFC                                                                             |
| Vittoria  | 16–3   | LC Davis           | Decisione (unanime)              | WEC 52: Faber vs. Mizugaki                | 11 novembre 2010 | 3     | 5:00  | Las Vegas, Stati Uniti        |                                                                                            |
| Sconfitta | 15–3   | Diego Nunes        | Decisione (non unanime)          | WEC 49: Varner vs. Shalorus               | 20 giugno 2010   | 3     | 5:00  | Edmonton, Canada              |                                                                                            |
| Sconfitta | 15–2   | Urijah Faber       | Sottomissione (rear naked choke) | WEC 46: Varner vs. Henderson              | 10 gennaio 2010  | 3     | 3:49  | Sacramento, Stati Uniti       |                                                                                            |
| Vittoria  | 15–1   | Yves Jabouin       | Decisione (non unanime)          | WEC 43: Cerrone vs. Henderson             | 10 ottobre 2009  | 3     | 5:00  | San Antonio, Stati Uniti      |                                                                                            |
| Vittoria  | 14–1   | Jameel Massouh     | Decisione (unanime)              | WEC 40: Torres vs. Mizugaki               | 5 aprile 2009    | 3     | 5:00  | Chicago, Stati Uniti          | Debutto in WEC                                                                             |
| Vittoria  | 13–1   | Joe Pearson        | KO Tecnico (pugni)               | IHC 12: Resurrection                      | 8 novembre 2008  | 1     | 0:12  | Chicago, Stati Uniti          |                                                                                            |
| Vittoria  | 12–1   | Aaron Williams     | Sottomissione (armbar)           | AFL: Eruption                             | 7 marzo 2008     | 1     | 3:22  | Lexington, Stati Uniti        |                                                                                            |
| Vittoria  | 11–1   | Kevin Gittemeir    | Decisione (unanime)              | ISCF: Head-On Collision                   | 1 giugno 2007    | 3     | 5:00  | Kennesaw, Stati Uniti         |                                                                                            |
| Vittoria  | 10–1   | Tyler Grunwald     | Sottomissione (triangolo)        | ISCF: Battle of Rome 2                    | 21 aprile 2007   | 1     | 0:56  | Rome, Stati Uniti             |                                                                                            |
| Sconfitta | 9–1    | Jeff Curran        | Decisione (maggioranza)          | XFO 13: Operation Beatdown                | 11 novembre 2006 | 3     | 5:00  | Hoffman Estates, Stati Uniti  | Passa ai Pesi Piuma                                                                        |
| Vittoria  | 9–0    | James Birdsley     | Sottomissione (rear naked choke) | CFC: Border Warz                          | 14 ottobre 2006  | 3     | 1:42  | Colorado Springs, Stati Uniti |                                                                                            |
| Vittoria  | 8–0    | Nick Mamalis       | Sottomissione (armbar)           | ROF 26: Relentless                        | 9 settembre 2006 | 1     | 3:35  | Castle Rock, Stati Uniti      |                                                                                            |
| Vittoria  | 7–0    | Joe Lauzon         | Sottomissione (armbar)           | Absolute FC 15                            | 18 febbraio 2006 | 2     | 4:37  | Fort Lauderdale, Stati Uniti  |                                                                                            |
| Vittoria  | 6–0    | William McGlothlin | Sottomissione (ghigliottina)     | Full Throttle 4                           | 9 settembre 2005 | 2     | 3:58  | Duluth, Stati Uniti           |                                                                                            |
| Vittoria  | 5–0    | Jorge Masvidal     | Decisione (unanime)              | Full Throttle 1                           | 21 aprile 2005   | 3     | 5:00  | Duluth, Stati Uniti           |                                                                                            |
| Vittoria  | 4–0    | Brandon Bledsoe    | Sottomissione (armbar)           | ISCF: Compound Fracture 2                 | 4 febbraio 2005  | 1     | 2:31  | Atlanta, Stati Uniti          |                                                                                            |
| Vittoria  | 3–0    | Chad Lawshe        | Sottomissione (ghigliottina)     | ISCF: Compound Fracture                   | 15 ottobre 2004  | 1     | 0:54  | Atlanta, Stati Uniti          |                                                                                            |
| Vittoria  | 2–0    | Scott Johnson      | Sottomissione (armbar)           | ISCF: Anarchy in August 2                 | 7 agosto 2004    | 1     | 2:41  | Atlanta, Stati Uniti          |                                                                                            |
| Vittoria  | 1–0    | Chris Clark        | KO Tecnico (pugni)               | ISCF: Friday Night Fight                  | 23 gennaio 2004  | 1     | -     | Atlanta, Stati Uniti          |                                                                                            |